# José Mira Meseguer
José Mira Meseguer fou un polític republicà valencià. Membre del Partit d'Unió Republicana Autonomista (PURA), fou regidor de l'ajuntament de València i escollit alcalde el 9 de desembre de 1917 substituint Josep Martínez Aloy. Fou el primer alcalde escollit democràticament i no per designació. Tanmateix, va dimitir l'1 de gener de 1918.